# Швейцарія на Чемпіонаті світу з водних видів спорту 2015
Швейцарія взяла участь у Чемпіонаті світу з водних видів спорту 2015, який пройшов у Казані (Росія) від 24 липня до 9 серпня.

## Стрибки у воду
Швейцарські спортсмени кваліфікувалися на змагання з індивідуальних стрибків у воду.
Чоловіки
| Спортсмен   | Дисципліна        | Попередні змагання | Попередні змагання | Півфінали       | Півфінали       | Фінал           | Фінал           |
| Спортсмен   | Дисципліна        | Очки               | Місце              | Очки            | Місце           | Очки            | Місце           |
| ----------- | ----------------- | ------------------ | ------------------ | --------------- | --------------- | --------------- | --------------- |
| Ґійом Дютуа | Трамплін, 1 метр  | 311.55             | 23                 | Н/Д             | Н/Д             | Завершив виступ | Завершив виступ |
| Ґійом Дютуа | Трамплін, 3 метри | 399.45             | 25                 | Завершив виступ | Завершив виступ | Завершив виступ | Завершив виступ |

Жінки
| Спортсменка   | Дисципліна        | Попередні змагання | Попередні змагання | Півфінали        | Півфінали        | Фінал            | Фінал            |
| Спортсменка   | Дисципліна        | Очки               | Місце              | Очки             | Місце            | Очки             | Місце            |
| ------------- | ----------------- | ------------------ | ------------------ | ---------------- | ---------------- | ---------------- | ---------------- |
| Джессіка Фавр | Трамплін, 1 метр  | 213.65             | 27                 | Н/Д              | Н/Д              | Завершила виступ | Завершила виступ |
| Джессіка Фавр | Трамплін, 3 метри | 264.20             | 23                 | Завершила виступ | Завершила виступ | Завершила виступ | Завершила виступ |

Змішаний
| Спортсмен                 | Дисципліна                   | Фінал  | Фінал |
| Спортсмен                 | Дисципліна                   | Очки   | Місце |
| ------------------------- | ---------------------------- | ------ | ----- |
| Ґійом Дютуа Джессіка Фавр | Синхронний трамплін, 3 метри | 284.34 | 10    |

## Плавання
Швейцарські плавці виконали кваліфікаційні нормативи в дисциплінах, які наведено в таблиці (не більш як 2 плавці на одну дисципліну за часом нормативу A, і не більш як 1 плавець на одну дисципліну за часом нормативу B):
Чоловіки
| Спортсмен                                                     | Дисципліна                        | Попередній заплив | Попередній заплив | Півфінал        | Півфінал        | Фінал           | Фінал           |
| Спортсмен                                                     | Дисципліна                        | Час               | Місце             | Час             | Місце           | Час             | Місце           |
| ------------------------------------------------------------- | --------------------------------- | ----------------- | ----------------- | --------------- | --------------- | --------------- | --------------- |
| Жеремі Депланш                                                | 200 м комплексом                  | 1:59.46           | 10 Q              | 1:59.35         | 12              | Завершив виступ | Завершив виступ |
| Жеремі Депланш                                                | 400 м комплексом                  | 4:17.90           | 16                | Н/Д             | Н/Д             | Завершив виступ | Завершив виступ |
| Жан-Батіст Фебо                                               | 400 м вільним стилем              | 3:54.47           | 44                | Н/Д             | Н/Д             | Завершив виступ | Завершив виступ |
| Александр Гальдеман                                           | 200 м вільним стилем              | 1:48.49           | 26                | Завершив виступ | Завершив виступ | Завершив виступ | Завершив виступ |
| Яннік Кесер                                                   | 100 м брасом                      | 1:00.94           | 26                | Завершив виступ | Завершив виступ | Завершив виступ | Завершив виступ |
| Яннік Кесер                                                   | 200 м брасом                      | 2:11.65           | 18                | Завершив виступ | Завершив виступ | Завершив виступ | Завершив виступ |
| Нільс Лісс                                                    | 200 м батерфляєм                  | 1:58.76           | 24                | Завершив виступ | Завершив виступ | Завершив виступ | Завершив виступ |
| Лукас Ройфтлін                                                | 100 м на спині                    | 56.11             | 39                | Завершив виступ | Завершив виступ | Завершив виступ | Завершив виступ |
| Лукас Ройфтлін                                                | 200 м на спині                    | 2:03.00           | 29                | Завершив виступ | Завершив виступ | Завершив виступ | Завершив виступ |
| Мартін Швайцер                                                | 50 м брасом                       | 28.02             | 26                | Завершив виступ | Завершив виступ | Завершив виступ | Завершив виступ |
| Ніко ван Дейн                                                 | 100 м батерфляєм                  | 52.94             | 29                | Завершив виступ | Завершив виступ | Завершив виступ | Завершив виступ |
| Александр Гальдеман Нільс Лісс Жан-Батіст Фебо Ніко ван Дейн  | Естафета 4 × 100 м вільним стилем | 3:22.61           | 24                | Н/Д             | Н/Д             | Завершив виступ | Завершив виступ |
| Александр Гальдеман Нільс Лісс Жеремі Депланш Жан-Батіст Фебо | Естафета 4 × 200 м вільним стилем | 7:17.99           | 16                | Н/Д             | Н/Д             | Завершив виступ | Завершив виступ |
| Нільс Лісс Яннік Кесер Ніко ван Дейн Александр Гальдеман      | Естафета 4 × 100 м комплексом     | 3:38.94           | 17                | Н/Д             | Н/Д             | Завершив виступ | Завершив виступ |

Жінки
| Спортсменка                                                      | Дисципліна                        | Попередній заплив | Попередній заплив | Півфінал         | Півфінал         | Фінал            | Фінал            |
| Спортсменка                                                      | Дисципліна                        | Час               | Місце             | Час              | Місце            | Час              | Місце            |
| ---------------------------------------------------------------- | --------------------------------- | ----------------- | ----------------- | ---------------- | ---------------- | ---------------- | ---------------- |
| Саша Турецкі                                                     | 50 м вільним стилем               | 25.49             | =26               | Завершила виступ | Завершила виступ | Завершила виступ | Завершила виступ |
| Саша Турецкі                                                     | 100 м вільним стилем              | 56.20             | 37                | Завершила виступ | Завершила виступ | Завершила виступ | Завершила виступ |
| Мартіна ван Беркель                                              | 400 м вільним стилем              | 4:15.83           | 27                | Н/Д              | Н/Д              | Завершила виступ | Завершила виступ |
| Мартіна ван Беркель                                              | 200 м на спині                    | 2:14.99           | 29                | Завершила виступ | Завершила виступ | Завершила виступ | Завершила виступ |
| Мартіна ван Беркель                                              | 200 м батерфляєм                  | 2:09.88           | 17                | Завершила виступ | Завершила виступ | Завершила виступ | Завершила виступ |
| Мартіна ван Беркель                                              | 400 м комплексом                  | 4:51.79           | 29                | Н/Д              | Н/Д              | Завершила виступ | Завершила виступ |
| Даніель Вілларс                                                  | 200 м вільним стилем              | 2:01.03           | 34                | Завершила виступ | Завершила виступ | Завершила виступ | Завершила виступ |
| Даніель Вілларс                                                  | 100 м батерфляєм                  | 59.21             | 27                | Завершила виступ | Завершила виступ | Завершила виступ | Завершила виступ |
| Марія Уголкова Саша Турецкі Даніель Вілларс Ноемі Жирарде        | Естафета 4 × 100 м вільним стилем | 3:43.70           | 15                | Н/Д              | Н/Д              | Завершили виступ | Завершили виступ |
| Даніель Вілларс Ноемі Жирарде Мартіна ван Беркель Марія Уголкова | Естафета 4 × 200 м вільним стилем | 8:08.59           | 15                | Н/Д              | Н/Д              | Завершили виступ | Завершили виступ |

Змішаний
| Спортсмени                                                  | Дисципліна                        | Попередній заплив | Попередній заплив | Фінал            | Фінал            |
| Спортсмени                                                  | Дисципліна                        | Час               | Місце             | Час              | Місце            |
| ----------------------------------------------------------- | --------------------------------- | ----------------- | ----------------- | ---------------- | ---------------- |
| Лукас Ройфтлін Жан-Батіст Фебо Ноемі Жирарде Марія Уголкова | Естафета 4 × 100 м вільним стилем | 3:34.72           | 14                | Завершили виступ | Завершили виступ |
| Нільс Лісс Мартін Швайцер Даніель Вілларс Меган Коннор      | Естафета 4 × 100 м комплексом     | 3:53.56           | 10                | Завершили виступ | Завершили виступ |

## Синхронне плавання
Повна група з дванадцяти швейцарських спортсменок кваліфікувалася на змагання з синхронного плавання в наведених нижче дисциплінах.
| Спортсменка | Дисципліна                    | Попередні змагання | Попередні змагання | Фінал            | Фінал            |
| Спортсменка | Дисципліна                    | Очки               | Місце              | Очки             | Місце            |
| --- | ----------------------------- | ------------------ | ------------------ | ---------------- | ---------------- |
| Саша Краус | соло, технічна програма       | 78.5041            | 15                 | Завершила виступ | Завершила виступ |
| Саша Краус | соло, довільна програма       | 80.8333            | 14                 | Завершила виступ | Завершила виступ |
| Софі Гігер Саша Краус | дует, технічна програма       | 80.1645            | 17                 | Завершили виступ | Завершили виступ |
| Софі Гігер Саша Краус | дует, довільна програма       | 82.2000            | 16                 | Завершили виступ | Завершили виступ |
| Максенс Белліна Айша Ель Мехрек Софі Гігер Гладіс Жаккар* Мелані Ніппель Мішель Нідеггер Джоелль Пешль Марія Піффаретті Мануела Рім* Флавія Румасуглія                           | група, технічна програма      | 79.3083            | 15                 | Завершили виступ | Завершили виступ |
| Максенс Белліна* Айша Ель Мехрек Софі Гігер Гладіс Жаккар Мелані Ніппель Мішель Нідеггер Джоелль Пешль Марія Піффаретті* Мануела Рім Флавія Румасуглія                           | група, довільна програма      | 79.6667            | 14                 | Завершили виступ | Завершили виступ |
| Максенс Белліна* Айша Ель Мехрек Софі Гігер Гладіс Жаккар Саша Краус Мелані Ніппель Мішель Нідеггер Джоелль Пешль Марія Піффаретті* Мануела Рім Паулін Росселе Флавія Румасуглія | комбінація, довільна програма | 81.6000            | 13                 | Завершили виступ | Завершили виступ |